# エンサイクロペディア・リトアニカ
エンサイクロペディア・リトアニカ（英語: Encyclopedia Lituanica）は、英語で書かれたリトアニアとリトアニア関連事項を掲載した百科事典。Encyclopedia Lituanicaという名称は、Encyclopedia Britannica（ブリタニカ百科事典）やEncyclopedia Americana（アメリカ大百科事典）に倣ってつけられている。
6冊構成、約3600ページ。1970年～1978年、ボストン、マサチューセッツで刊行された。リトアニア系移民（第二次世界大戦の末期、ソ連による占領から逃れた者ら）の手によるものである。今日にいたるまで、英語で書かれた理解しやすい資料としては唯一のものでありつづけている。

## 出版の経緯
このエンサイクロペディア・リトアニカの出版は、それ以前にLietuvių enciklopedijaを出版した移民らの手によるものである。Lietuvių enciklopedijaというのは35巻構成の、リトアニア語で書かれた多分野にわたる一般的な百科事典であり、1953～66年に出版された。のちに2巻および補足本が後に追加され、刊行を終えたのは1985年である。この企画は極めて複雑なものであったようである。ほとんどの情報源はソビエト連邦の「鉄のカーテン」の向こう側にあったからである。
このLietuvių enciklopedijaの5分の2の項目は、リトアニア関連の記事に割かれており、エンサイクロペディア・リトアニカの項目で、このLietuvių enciklopedijaから継承されている記述もかなりある。つまりエンサイクロペディア・リトアニカの項目の大半は、まずリトアニア語で書かれた後に英語に翻訳されたということである。もっとも、翻訳の質は高いとの評価を得ている。
エンサイクロペディア・リトアニカは、リトアニアン・エンサイクロペディア・プレス社から出版された（同社はJuozas Kapočiusの設立・所有である）。編集はSimas Sužiedėlisによるものである。巻末に197人の執筆協力者の名が掲載されているが、リトアニア人以外の者はわずか数人である。